# Chor Voli
A Chor Voli egy afgán kártyajáték, melyet 1992-ben írt le Zsigri Gyula.

## A játék menete
A játék 52 lapos standard francia kártya paklival játszható. A játékot négy játékos játssza, mind egy-egy érmét tesz meg tétként körönként, majd minden játékos kap 13 kártyalapot. A 13 lapból kell minden játékosnak 4 darab 3-as csoportokat alkotnia (Mindenki egy kártyát el kell dobjon), amelyeket aztán erősségük sorrendjében kell bemutatni, akinek az adott bemutatás folyamán a legerősebb csoport van a kezében az nyer egy érmét, majd a következő kört a nyertes kezdi. A legutolsó kör nyertese pedig az osztó.

## Kombinációk
A képzett csoportokat értéksorrendben az alábbi táblázat ismerteti. Két ugyanolyan csoport esetén (például két sor esetén) a nagyobb értékű nyer. (Például a 3-4-5 a 2-3-4-gyel szemben.)
| Érték | Megnevezés                           | Kombinációk értéksorrendje | Megjegyzés |
| ----- | ------------------------------------ | --- | --- |
| 1.    | Chor Voli (Négy egyforma)            | A-A-A-A...2-2-2-2 | Az a játékos, amelynél a kiosztáskor Chor Voli található a teljes kört megnyerte.                                                         |
| 2.    | Három egyforma                       | A-A-A...2-2-2 | A cikk alapjául szolgáló forrás bizonytalan abban a tekintetben, hogy a három ász, vagy a három hármas-e a legmagasabb értékű kombináció. |
| 3.    | Szín sor                             | A-K-Q,3-2-A...4-3-2 | |
| 4.    | Sor                                  | A-K-Q,3-2-A...4-3-2 | |
| 5.    | Szín                                 | Értékét a legmagasabb lap határozza meg, ha a másik játékosnak is ugyanaz a legmagasabb lapja, akkor a második, majd a harmadik lap. | |
| 6.    | Három nem összekapcsolható kártyalap | Értékét a legmagasabb lap határozza meg, ha a másik játékosnak is ugyanaz a legmagasabb lapja, akkor a második, majd a harmadik lap. | A cikk alapjául szolgáló forrás szerint nem alkothat ilyen csoportot három kártyalap, ha közülük kettő egyforma értékű, vagy színű.       |

Amennyiben két játékos is egyforma értékű csoportot tesz le, az nyer, aki később rakta le.